# 威廉·本特森
威廉·本特森（英語：William Bentsen，1930年2月18日—2020年12月25日），美国前男子帆船运动员。他曾代表美国参加1964年和1972年夏季奥林匹克运动会帆船比赛，获得一枚金牌和一枚铜牌。